# Coleocephalocereus buxbaumianus
Coleocephalocereus buxbaumianus là một loài thực vật có hoa trong họ Cactaceae. Loài này được Buining mô tả khoa học đầu tiên năm 1974.